# Yakuza (франшиза)
Like a Dragon (Ryū ga Gotoku (яп. 龍が如く, Подібний дракону) за межами Азії також відома під назвою Yakuza — франшиза, що складається переважно з пригодницьких рольових ігор та кількох екранізацій. Ідея Like a Dragon належить Тошіхіро Наґоші, що у 2005 році в складі підрозділу Sega, New Entertainment R&D, випустили пілотну гру серії Yakuza. Перші сім тайтлів основної серії зосереджуються на пригодах Кірію Казуми та, починаючи з Yakuza: Like a Dragon, серія переносить фокус на нового протагоніста — Касуґу Ічібана, який дебютував у мобільному тайтлі франшизи Ryu ga Gotoku Online. Серія включає кілька псевдоісторичних спінофів, а саме Ryū ga Gotoku Kenzan! і Like a Dragon: Ishin!, де замість реальних історичних осіб зображені персонажі серії Yakuza, що зберігають не тільки свою зовнішність та акторів озвучування, а і притаманні їм у серії характери; ще одним спінофом є апокаліптичний зомбі-шутер Yakuza: Dead Souls, де зібрані персонажі з декількох ігор серії; та Judgment, що розповідає про пригоди приватного детектива Яґамі Такаюкі, зберігаючи ігровий сетинг і локації серії.
У 2021 році Sega повідомили про 21,3 млн проданих фізичних і цифрових копій ігор франшизи з моменту її дебюту в 2005 році. Високі продажі на японському ринку дозволили ігровій серії  розширитися на інші медіа. На 2024 рік до екранізацій Yakuza входять Like a Dragon: Prologue, «Подібний дракону», Kurohyō: Ryū ga Gotoku Shinshō, Kurohyou 2: Ryu Ga Gotoku Ashura-hen, Like a Dragon: Yakuza, а також театральна постановка «Подібний дракону».

## Сетинг
Основна серія ігор Like a Dragon починається у 1995 році, коли життя Кірію Казуми, відомого у злочинному світі як «Дракон Доджіми», змінюється. Його бос, Сохей Доджіма, намагається зґвалтувати подругу дитинства Кірію, Юмі Савамуру і коли Доджіму вбиває найкращий друг і названий брат Кірію, Акіра Нішикіяма, Кірію бере на себе провину за вбивство, і відправляється у в'язницю на десять років. Тайтли серії випускаються у хронологічному порядку майже щорічно, за винятком приквелу Yakuza 0, що висвітлює події 1988 року, і розповідають про життя Кірію та близьких йому людей. Yakuza 6: The Song of Life стала останньою грою серії, де гравець бере на себе роль Кірію, та вже у наступному тайтлі, Yakuza: Like a Dragon, у серію вводять нового протагоніста Касуґу Ічібана, що також провівши у в'язниці вісімнадцять років за вбивство, скоєне іншою людиною, намагається пристосуватися до нормального життя поза злочинним світом.
Починаючи з 4-го тайтлу серії сюжет розкривається через призму сприйняття кількох протагоністів. Зокрема Yakuza 4 вводить трьох нових головних героїв окрім Кірію: кредитну акулу Шуна Акіяму, колишнього якудзу Тайґу Седжиму і корумпованого детектива Масайоші Танімуру. Наступний тайтл розповідає про події з точки зору вже відомих гравцям Кірію, Седжіми, Акіями та нових ігрових персонажів Тацуо Шінади та Харуки Савамури. У приквелі Yakuza 0 сюжет розкривається через двох протагоністів — Кірію і постійного другорядного персонажа серії Маджіми Ґоро.  Like a Dragon: Infinite Wealth розділяє розповідь між двома протагоністами — Касуґою Ічібаном і Кірію Казумою.
Хоча події і персонажі серії є вигаданими, розробники намагалися створити ігровий світ максимально наближеним до існуючих в реальному світі локацій. Так основна серія відбувається у реалістичному відтворенні реально існуючих міст і районів Японії:
- Камурочо́ — вигадане, але реалістичне відтворення кварталу червоних ліхтарів Шінджюку в Кабукічо[en].[3]
- Со́тенборі — вигаданий район Осаки, заснований на Дотонборі[en].
- Наґасуґа́й — вигаданий район червоних ліхтарів у Фукуоці, заснований на Накасу[en].
- Цукімі́но — вигадана частина Саппоро, Хоккайдо, заснована на Сусукіно[en].
- Кінейчо́ — вигадана частина Нагої, заснована на Сакае[en].
- Рю́кію — реалістичне відтворення міста Наха в Окінаві.
- Джінґайчо́ — вигадане рибацьке містечко, в Ономічі, Хірошіма.
- Ісеза́кі Іджінчо́ — вигаданий район Йокогами, заснований на Ісезакічо[en].
- Гонолулу, Гаваї

Зовнішній вигляд ігрових районів і міст ґрунтується на їхніх сучасних (на момент виходу кожного тайтлу) реальних локаціях, що часто оновлюються та переробляються в наступних іграх. Однак конкретні магазини та будівлі часто відрізняються або мають вигаданий брендинг порівняно з їхніми реальними аналогами, замінюючи їх рекламними оголошеннями або важливими для сюжету місцями.

## Ігровий процес
Усі тайтли серії Yakuza/Like a Dragon — це пригодницькі ігри з відкритим світом і видом від третьої особи. На 2024 рік основними жанрами серії є побий усіх, до якого належать Yakuza, 2, 3, 4, 5, 0, 6, а також спінофи Kenzan!, Ishin!, The Man Who Erased His Name і Pirate Yakuza in Hawaii; та рольовий бойовик з покроковою системою бою, зокрема Like a Dragon і Infinite Wealth. Гравці управляють протагоністом, якому з підвищенням рівня стають доступними нові бойові прийоми, ефектні добивання або загальне збільшення шкали здоров'я та адреналіну. У Kiwami, 0, Ishin!, The Man Who Erased His Name та Pirate Yakuza in Hawaii гравцям доступно кілька бойових стилів, які можна змінювати прямо під час сутичок. У тайтлах з покроковою системою бою всім ігровим персонажам можливо змінювати «професії», кожна з яких має ряд унікальних здібностей та бойових прийомів.
Ігровий процес усіх ігор серії представляє собою дослідження ігрового світу, в процесі чого може виникнути сутичка з ворогом або залучення у побічний чи сюжетний квест та іншу ігрову активність. У ранніх тайтлах серії протагоніст випадковим чином зустрічає ворогів на своєму шляху, що викликає бій. У поєдинках персонаж використовує прийоми рукопашного бою, застосовуючи комбо, кидки і завершальні добивання, що в більшості своїй включають QTE. Гравці також можуть використовувати навколишні предмети, як-от рекламні вивіски, припарковані велосипеди та іншу імпровізовану зброю. Незважаючи на акцент на рукопашному бої, в більшості ігор серії є можливість купити або відібрати у ворогів різноманітні види зброї, — від мечів і ключок для гольфу до вогнепалу. Кожен вид зброї має власну анімацію ефектного добивання. У тайтлах з покроковою системою бою протагоніст подорожує у компанії з іншими персонажами, одночасно ігрова група може складатися максимум з чотирьох персонажів. Залежно від вибраної професії кожному з них буде доступний певний вид зброї, що не можна змінювати не тільки посеред бою, а і взагалі до зміни професії.
Перемога в сутичках дає досвід і ігрову валюту, які можна витратити на покращення характеристик персонажа, купівлю спорядження та лікувальних предметів, а також на інші побічні активності. Характерною особливістю серії є її різноманітні міні-ігри, що варіюються від класичних азартних ігор, як-от покер, маджонґ, пул та ін., до більш креативних варіантів типу імпровізованої фотосесії, чи сліпого побачення через сайт знайомств.

## Розробка
Тошіхіро Наґоші, що на той момент очолював один з підрозділів Sega, Amusement Vision, наполіг на створенні гри, що зображає японський злочинний світ якудза. Оскільки від відомого своїми успішними аркадами Наґоші очікували абсолютно іншого, перша гра франшизи Like a Dragon мала складний цикл розробки. Перші три концепти були відхилені вищим керівництвом. Генеральний директор Sega Sammy, Хаджіме Сатомі, випадково побачив ігрові кадри Like a Dragon, які були силоміць просунуті в прев'ю майбутніх ігор Sega, незважаючи на те, що офіційно ця гра ще не була затвердженим проєктом. Ідея зацікавила Сатомі, хоча керівництво Sega було незадоволено таким кроком. Однак завдяки наполегливості Наґоші проєкт все ж вдалося запустити.
Проєкт був ризикованим, оскільки не було жодних оцінок щодо того, як ринок сприйме гру, орієнтовану лише на дорослих японських чоловіків, в основі якої лежить японський злочинний світ. Найоптимістиніша оцінка продажів становила лише 70 000 копій в Японії. Однак з часом гра розійшлася накладом понад 1 млн копій. За словами Наґоші, це додало команді впевненості, щоб не зупинятися на досягнутому і продовжувати розвивати гру в серію. Співробітники студії мали досвід роботи над багатьма різними консольними та аркадними іграми, однак, Like a Dragon була абсолютно новим досвідом для всіх. Кожен елемент гри повинен був спочатку пройти через Наґоші, тому що тільки він мав конкретне уявлення про кінцевий продукт. Деяким співробітникам не подобалася така невизначеність, тож цикл розробки супроводжувався виходом з проєкту певної кількості розробників. Коли гра переросла у франшизу, команда отримала більше свободи і незалежності щодо того, які елементи вносити в гру, завдяки встановленим Наґоші правилам. Таким чином, ігри ставали більш різноманітними в міру того, як серія продовжувалася. Початковою цільовою аудиторією були дорослі японські чоловіки, але з часом аудиторія серії розширилася за рахунок жінок, а також гравців з-за кордону, хоча основною цільовою аудиторією все ще залишаються дорослі японські чоловіки.

### Актори
На провідні і другорядні ролі у іграх цієї франшизи запрошують здебільшого японських знаменитостей, серед яких актори фільмів і серіалів, співаки, відомі телевізійні особистості, радіо- і телеведучі та навіть спортсмени. Дівчата з кабаре та інші подібні персонажі були озвучені моделями, AV ідолами та акторками відео для дорослих. Починаючи з спінофу 2008 року Ryū ga Gotoku Kenzan!, головні герої відеоігор мають обличчя, змодельовані у 3D за зразком зовнішності акторів, що їх озвучують. Подібно до іншої ігрової серії Sega, Virtua Fighter, західні головні та другорядні персонажі розмовляють не японською, а англійською мовою. Другорядні китайські та корейські персонажі також часто розмовляють рідними мовами.
Перша гра серії була дубльована англійською мовою, коли вийшла за межами Японії. Однак, через критику англомовного дубляжу, кожен наступний західний реліз, аж до виходу спінофу Fist of the North Star: Lost Paradise у 2018 році, залишав оригінальну японську озвучку.

## Ігри
Станом на 2024 рік основна серія Yakuza/Like a Dragon налічує дев'ять тайтлів, кожен з яких продовжує події попередньої частини. За винятком приквелу Yakuza 0, вони випускалися в хронологічному порядку. Існує також кілька спінофів, де події відбуваються в іншому сетингу.
За винятком міні-серії Kurohyō: Ryū ga Gotoku від студії syn Sophia та Streets of Kamurocho від Empty Clip Studios, усі тайтли були розроблені командою CS1 R&D, пізніше перейменованою на Ryu Ga Gotoku Studio.
| Рік  | Назва                                             | Платформи                                                        |
| ---- | ------------------------------------------------- | ---------------------------------------------------------------- |
| 2005 | Yakuza                                            | PlayStation 2, PlayStation 3, Wii U                              |
| 2006 | Yakuza 2                                          | PlayStation 2, PlayStation 3, Wii U                              |
| 2008 | Ryū ga Gotoku Kenzan!                             | PlayStation 3                                                    |
| 2009 | Yakuza 3                                          | PlayStation 3, PlayStation 4, Windows, Xbox One                  |
| 2010 | Yakuza 4                                          | PlayStation 3, PlayStation 4, Windows, Xbox One                  |
| 2010 | Kurohyō: Ryū ga Gotoku Shinshō                    | PlayStation Portable                                             |
| 2011 | Yakuza: Dead Souls                                | PlayStation 3                                                    |
| 2012 | Kurohyō 2: Ryū ga Gotoku Ashura Hen               | PlayStation Portable                                             |
| 2012 | Yakuza 5                                          | PlayStation 3, PlayStation 4, Windows, Xbox One                  |
| 2014 | Ryū ga Gotoku Ishin!                              | PlayStation 3, PlayStation 4                                     |
| 2015 | Yakuza 0                                          | PlayStation 3, PlayStation 4, Windows, Xbox One                  |
| 2016 | Yakuza Kiwami                                     | PlayStation 3, PlayStation 4, Windows, Xbox One, Nintendo Switch |
| 2016 | Yakuza 6: The Song of Life                        | PlayStation 4, Windows, Xbox One                                 |
| 2017 | Yakuza Kiwami 2                                   | PlayStation 4, Windows, Xbox One                                 |
| 2018 | Fist of the North Star: Lost Paradise             | PlayStation 4                                                    |
| 2018 | Ryū ga Gotoku Online                              | Android, iOS, Windows                                            |
| 2018 | Judgment                                          | PlayStation 4, PlayStation 5, Windows, Xbox Series X/S, Stadia   |
| 2020 | Yakuza: Like a Dragon                             | PlayStation 4, PlayStation 5, Windows, Xbox One, Xbox Series X/S |
| 2020 | Streets of Kamurocho                              | Windows                                                          |
| 2021 | Lost Judgment                                     | PlayStation 4, PlayStation 5, Windows, Xbox One, Xbox Series X/S |
| 2023 | Like a Dragon: Ishin!                             | PlayStation 4, PlayStation 5, Windows, Xbox One, Xbox Series X/S |
| 2023 | Like a Dragon Gaiden: The Man Who Erased His Name | PlayStation 4, PlayStation 5, Windows, Xbox One, Xbox Series X/S |
| 2024 | Like a Dragon: Infinite Wealth                    | PlayStation 4, PlayStation 5, Windows, Xbox One, Xbox Series X/S |
| 2025 | Like a Dragon: Pirate Yakuza in Hawaii            | PlayStation 4, PlayStation 5, Windows, Xbox One, Xbox Series X/S |
| 2025 | Yakuza 0: Director's Cut                          | Nintendo Switch 2                                                |

### Основна серія
Сюжет серії натхненний кримінальними драмами про якудза, що є одним з найпопулярніших кінематографічних жанрів в Японії. Редактором сценарію перших двох ігор був новеліст і автор кримінальної фантастики Хасе Сейшу. Основна історія в кожній грі представлена у вигляді розділів і розширюється приблизно сотнею побічних історій у кожній грі. Завдяки такій глибині сюжету серії за роки її існування накопичилась велика кількість персонажів, багато з яких часто повертаються у подальших іграх основної серії та спінофах в другорядних ролях.
| 2005 | Yakuza                                            |
| 2006 | Yakuza 2                                          |
| 2007 |                                                   |
| 2008 | Ryū ga Gotoku Kenzan!                             |
| 2009 | Yakuza 3                                          |
| 2010 | Yakuza 4                                          |
| 2010 | Kurohyō: Ryū ga Gotoku Shinshō                    |
| 2011 | Yakuza: Dead Souls                                |
| 2012 | Kurohyō 2: Ryū ga Gotoku Ashura Hen               |
| 2012 | Yakuza 5                                          |
| 2013 |                                                   |
| 2014 | Ryū ga Gotoku Ishin!                              |
| 2015 | Yakuza 0                                          |
| 2016 | Yakuza Kiwami                                     |
| 2016 | Yakuza 6: The Song of Life                        |
| 2017 | Yakuza Kiwami 2                                   |
| 2018 | Fist of the North Star: Lost Paradise             |
| 2018 | Ryū ga Gotoku Online                              |
| 2018 | Judgment                                          |
| 2019 |                                                   |
| 2020 | Yakuza: Like a Dragon                             |
| 2020 | Streets of Kamurocho                              |
| 2021 | Lost Judgment                                     |
| 2022 |                                                   |
| 2023 | Like a Dragon: Ishin!                             |
| 2023 | Like a Dragon Gaiden: The Man Who Erased His Name |
| 2024 | Like a Dragon: Infinite Wealth                    |
| 2025 | Like a Dragon: Pirate Yakuza in Hawaii            |

- Yakuza: 2005 рік. На початку першої гри Кірію бере на себе провину за вбивство свого боса, щоб захистити свого найкращого друга, і потрапляє до в'язниці на десять років. Після звільнення Кірію опиняється в епіцентрі боротьби за крісло голови клану та історії з викраденими ¥10 млрд. Тоді ж Кірію знайомиться з дев'ятирічною дівчинкою на ім'я Харука, що, схоже, пов'язана зі зниклими грошима. У ході історії він перемагає корумпованого політика і батька дівчинки, який в свою чергу намагається заволодіти викраденими десятьма мільярдами. Відмовившись від позиції голови клану Тоджьо, Кірію вирішує почати нове чесне життя, ставши названим батьком Харуки.

- Yakuza 2: Через рік після подій першої гри, Кірію Казума знову виявляється втягнутим у конфлікт між кланом Тоджьо і Альянсом Омі, суперницькою організацією якудза з Осаки. Разом зі старими друзями та новими союзниками він зупиняє міжкланову війну.

- Yakuza 3: 2009 рік. Кірію разом з Харукою переїхав до Окінави, де він тепер керує дитячим будинком «Ранкова Слава» і виховує дев'ятьох дітлахів. Кірію потрапляє в епіцентр урядового конфлікту, коли стає відомо, що земельна ділянка, де стоїть його сиротинець, стає на шляху будівництва двох конкуруючих між собою проєктів — розширення військової бази і будівництва розкішного курорту.
- Yakuza 4: 2010 рік. Кірію знову опиняється втягнутим у події, що виходять за межі його контролю. У Камурочо відбувається серія загадкових вбивств членів якудза, що виливається у повномасштабну боротьбу і викриває корупційну схему верхівки Департаменту поліції Токіо, існуючу більше 25 років. Ми бачимо цю історію очима Кірію та трьох нових персонажів: кредитора Шуна Акіями, колишнього якудзи і в'язня-втікача Тайґи Седжіми та корумпованого поліцейського Масайоші Танімури.
- Yakuza 5: 2012 рік. Теперішній голова Альянсу Омі при смерті. Його смерть призведе до відновлення конфлікту, знищивши і без того крихке перемир'я між кланом Тоджо та Альянсом Омі. Передбачаючи це, клан Тоджьо змушений посилити свою організацію, об'єднавшись з іншими кланами, щоб створити новий потужний синдикат, спроможний конкурувати з Альянсом Омі. Хоча цього разу Кірію намагається триматися подалі від справ Тоджьо, ситуація знову підштовхує його до дії, і він повертається у Камурочо. Історія розкривається через вже відомих гравцям героїв, що повернулися з попередніх тайтлів: Казуму Кірію,  Шуна Акіяму, Тайґу Седжіму, Харуку Савамуру, а також нового персонажа — опального бейсболіста Тацуо Шінаду.

- Yakuza 0: 1988 рік. Двома головними героями гри є найнижча ланка клану Тоджьо, Казума Кірію, та колишній якудза клану, Ґоро Маджіма. Обидва протагоністи втягнуті в конфлікт навколо так званого «Порожнього лоту» — невеликої ділянки землі в Камурочо, що є наріжним каменем проєкту ревіталізації. В епіцентрі сюжету — Макото Макімура, сліпа жінка, яка успадкувала право власності на цю ділянку.
- Yakuza 6: The Song of Life: 2016 рік. У центрі сюжету — прийомна донька Кірію, Харука Савамура, та її новонароджений син на ім'я Харуто. Кірію, що провів у в'язниці останні три роки, вирішує дізнатися правду про Харуто та обставини його народження, але виявляється втягнутим у масштабний конфлікт між кланом Тоджьо та кількома іншими злочинними угрупованнями.
- Yakuza: Like a Dragon: 2019 рік. Касуґа Ічібан, колишній член низькорангової організації клану Тоджьо, виходить на волю після вісімнадцяти років ув'язнення за вбивство, скоєне іншою людиною. На волі він одразу опиняється втягнутим у протистояння між значно підсиленим за ці роки Альянсом Омі та фактично програвшим цю війну кланом Тоджьо. Касуґа разом зі своїми друзями, — безхатьком Ю Нанбою, опальним поліцейським Адачі Коїчі та хостес, що втратила роботодавця через бандитські розбірки Мукодою Саеко, розкривають заколот якудза та корумпованих політиків.
- Like a Dragon: Infinite Wealth: 2023 рік. Касуґа дізнається, що його мати, з якою їх розлучили ще при його народженні, досі жива і проживає в Гонолулу. Він вирушає на Гаваї, де об'єднується з Кірію, щоб знайти і захистити свою матір, на яку полюють місцеві злочинні організації. Історія розкривається через двох протагоністів — Касуґу Ічібана і Кірію Казуму.

### Спінофи
- Ryū ga Gotoku Kenzan![en]: Події першого спінофу франшизи відбуваються в період Едо у 1605 році і розповідають про життя легендарного фехтувальника Міямото Мусаші. Гра вийшла ексклюзивно в країнах Азії і ніколи не була перекладена іншими мовами.[17][18]
- Kurohyō: Ryū ga Gotoku Shinshō[en]: Спіноф, розроблений студією syn Sophia[en], що не мав міжнародного релізу і вийшов тільки в Японії. В центрі сюжету вуличний хуліган Укіо Тацуя, який потрапляє в халепу, випадково вбивши одного з високопоставлених членів клану Тоджьо.[19]
- Yakuza: Dead Souls[en]: Неканонічна історія про зомбі-апокаліпсис у Камурочо. Японський реліз відбувся у 2011 році[20] та роком пізніше гра отримала міжнародний реліз.[21]
- Ryū ga Gotoku Ishin!: Спіноф, події якого розгортаються в період Бакумацу в Японії (між 1853 і 1867 роками) і розповідають про пригоди самурая Сакамото Рьоми. Гра вийшла тільки в Японії у 2014 році.[22]
- Fist of the North Star: Lost Paradise[en]: Спіноф, заснований на популярній манзі «Кулак Полярної зорі», який використовує ігрову механіку франшизи Yakuza/Like a Dragon. Історія розповідає про Кеншіро, майстра бойових мистецтв, що подорожує постапокаліптичною країною Асура в пошуках своєї втраченої нареченої. Світовий реліз відбувся у 2018 році.[23][24]
- Ryū ga Gotoku Online: Безкоштовна колекційна карткова гра, випущена для мобільних платформ у 2018 році тільки в Японії.[25] У грі представлені майже всі головні та другорядні персонажі, що коли-небудь з'являлись у серії.
- Judgment[en]: Спіноф, дія якого відбувається у тому ж світі, що і основна серія Yakuza/Like a Dragon, і розповідає про приватного детектива Яґамі Такаюкі, чиє розслідування справи про серійні вбивства в Камурочо виливаються в ще масштабнішу і шокуючу змову.[26] В Японії гра вийшла у 2018 році, тоді як західний реліз відбувся роком пізніше.[27]
- Lost Judgment[en]: Сиквел до Judgment, де Яґамі розслідує справу про знущання в приватній школі в Ісезакі Іджінчо (місце дії Yakuza: Like a Dragon).[28] Світовий реліз гри відбувся у 2021 році.[29]
- Streets of Kamurocho: Міні-гра в жанрі побий усіх з бічною прокруткою, натхненна серією Streets of Rage, з персонажами франшизи Yakuza/Like a Dragon. Її розробили Empty Clip Studios[en], гра була доступна на Windows через Steam з жовтня по листопад 2020 року в рамках святкування 60-річчя Sega.[30][31]
- Like a Dragon Gaiden: The Man Who Erased His Name: Спіноф, події якого відбуваються паралельно з подіями Yakuza: Like a Dragon, але з точки зору Кірію Казуми. Гра фокусується на житті Кірію після фіналу Yakuza 6 і його співпраці з Дайдоджі, що призводить до його втручання в події Like a Dragon. Світовий реліз відбувся у 2023 році.[32][33]
- Like a Dragon: Pirate Yakuza in Hawaii: Спіноф, події якого відбуваються через півроку після подій Infinite Wealth. Протагоністом тут виступає Маджіма Ґоро, який опиняється втягненим у новий конфлікт, за участі гавайських піратів та японських якудза. Світовий реліз відбувся у 2025 році.[34]

### Перевипуски і ремейки

Фізичне видання The Yakuza Remastered Collection

- Ремастер оригінальних Yakuza та Yakuza 2 під назвою Ryū Ga Gotoku 1&2 HD Edition (яп. 龍が如く １＆２ HD EDITION) вийшов в Японії на PlayStation 3 у листопаді 2012 року[35] та на Wii U у серпні 2013 року.[36]

- Yakuza Kiwami: Ремейк оригінальної Yakuza на рушії, що використовувався у Yakuza 5 та Yakuza 0, з оновленими ігровими механіками, перезаписаною озвучкою та новими елементами сюжету. Реліз відбувся у 2016 році в Японії та роком пізніше у всьому світі.[37]
- Yakuza Kiwami 2: Ремейк Yakuza 2 та сиквел до Yakuza Kiwami з рушієм, графікою та бойовою системою повністю запозиченими з Yakuza 6. Подібно до Kiwami тут перезаписана (і частково перероблена) озвучка, а також додано нову сюжетну лінію під назвою «Сага про Маджіму», де Ґоро Маджіма виступає протагоністом. Реліз відбувся у 2017 році в Японії та роком пізніше у всьому світі.[38]
- Yakuza Remastered Collection: Збірка західних релізів Yakuza 3, Yakuza 4 та Yakuza 5. Всі три гри ремастеровані з роздільною здатністю 1080p, з частотою 60 кадрів в секунду і з переробленою локалізацією. Трилогія також була доступна у вигляді обмеженого фізичного бокс-сету, випущеного у лютому 2020 року для PlayStation 4, та для ПК через Steam і Xbox One з січня 2021 року.[39]
- Like a Dragon: Ishin!: Ремейк оригінального спінофу Ryū ga Gotoku Ishin! на рушії Unreal Engine 4, що вийшов у лютому 2023 року у всьому світі.[40]
- Yakuza 0: Director's Cut: Розширена версія оригіналу з додаванням кількох нових катсцен та онлайн-мультиплеєрного режиму під назвою Red Light Raid.[41]

## Інше медіа
Франшиза Yakuza/Like a Dragon включає в себе різні типи медіа продукції, як-от DTV-фільм, повнометражний фільм, декілька телесеріалів, театральну п'єсу, оригінальні саундтреки, друковані посібники, лімітовані журнали Kamutai Magazines, колекції одягу в колаборації з японськими модними брендами, лімітовані серії консолей PlayStation 3 та колекційні фігурки героїв.

### DTV-фільм
Like a Dragon: Prologue (яп. 龍が如く 〜序章〜) — японська кримінальна драма 2006 року поставлена Такеші Міясакою і зрежисована Такаші Міїке. Ця короткометражка з професійним бійцем змішаних бойових мистецтв Фунакі Масакацу в головній ролі є приквелом до оригінальної гри серії і показує юність Кірію, Нішікіями та Юмі у їх дитячому будинку «Соняшник». Фільм був випущений на DVD компанією Sega 24 березня 2006 року в Японії. Версія з англійськими субтитрами була випущена Sega Europe 15 серпня 2006 року на європейському сайті гри — чотири епізоди були доступні для безкоштовного завантаження.

### Повнометражний фільм
Подібний дракону (яп. 龍が如く 劇場版) — японська кримінальна драма 2007 року від режисера Такаші Міїке. Фільм заснований на подіях відеогри Yakuza. Сюжет фільму, де головну роль грає Кітамура Казукі представляє собою доволі вільну трактовку оригінальної гри. Прем'єра фільму з англійськими субтитрами відбулася 23 червня 2008 року на Нью-Йоркському фестивалі азійського кіно, а 23 лютого 2010 року він був випущений на DVD.

### Телесеріали
- У жовтні 2010 року на TBS стартував однойменний телесеріал-адаптація спінофу Kurohyō: Ryū ga Gotoku Shinshō[en], який закінчився після 11 епізодів.[55] У 2012 році вийшов другий сезон також з 11 епізодів на основі Kurohyō 2: Ryū ga Gotoku Ashura hen.[56]
- Kamurocho Caba Jou TV (яп. 神室町キャバ嬢 T V): японське шоу для інтернет-телебачення, присвячене хостес з усіх ігор серії. Контент цього шоу варіюється від кастингів і прослуховування дівчат, до різних аспектів ігор франшизи — наприклад, 15-й том присвячений виконавцям саундтреків до ігор серії. Усі випуски, що тут називаються «томами», зберігаються в інтернет-архіві на офіційному вебсайті.[57]
- Yakuza: Soul Song (яп. 龍が如く　魂の詩。): чотирисерійна телевізійна драма, що вийшла у 2016 році.[58]
- Like a Dragon: Yakuza (яп. 龍が如く～Beyond the Game～): японо-американська адаптація оригінальної гри та її ремейку, що складається з шести епізодів. Реліз серіалу на Amazon Prime відбувся 25 жовтня 2024 року.[59]

### Театральна постановка
Butai Ryu Ga Gotoku (яп. 舞台「龍が如く」): театральна вистава значною мірою заснована на оригінальній історії, з кількома ключовими змінами. Сценічна постановка, спонсором якої виступили Sega, була створена японською театральною групою Raynet і стала частиною святкування 10-ї річниці виходу Yakuza.

### Радіопостановка
З вересня 2008 року японські актори серії Yakuza/Like a Dragon, зокрема Такая Курода (Казума Кірію) та Хіденарі Уґакі (Ґоро Маджіма), ведуть радіопостановку під назвою «Рю Ґа Ґотоку представляє радіостанцію “Камурочо”» (яп. 龍が如くPresents神室町RADIOSTATION). Обидва сезони, що охоплюють 2008—2010 роки, доступні для завантаження у вигляді подкастів або прослуховування на YouTube.

### Друкована продукція
В рамках піару оригінальної гри у 2005 році Sega випустили на японському та азійському ринках лімітований випуск кольорового журналу Kamutai Magazine, що представляє собою путівник по вигаданій ігровій локації Камурочо. На обкладинці першого випуску зображалась хостес Май, що з'являється у грі як другорядний персонаж, а її зовнішність натхненна озвучившею її AV айдолом Таніґучі Міхіро. Відтоді багато наступних тайтлів серії включали новий номер журналу Kamutai як бонус до передзамовлення гри. На обкладинці завжди зображаються акторки, що озвучили дівчат-хостес.

### Манґа
- The Dragon's Path: інтерактивна серія коміксів з десяти розділів, що охоплюють основну серію ігор (від Yakuza 0 до Yakuza 6). Манґа розширює перспективу різних головних персонажів на події сюжету і розкриває деякі невисвітлені в відеоіграх деталі. Вона була доступна як частина офіційного вебсайту від Sega,[64] але наразі там її більше немає. Однак багато прихильників серії зберегли її для загального користування.[65]
- Kurohyou: Ryu Ga Gotoku Shinsho: комікс-адаптація однойменного спінофу, що виходила з 2010 по 2011 роки і має три томи, по десять глав у кожному.[66][67][68]

### Саундтреки
До кожного тайтлу серії Sega випускають офіційну збірку саундтреків. Крім того існують лімітовані збірки, зокрема Best of Majima - Ryu ga Gotoku: Goro Majima Karaoke All Time Best Collection (яп. 真島ベスト -龍が如く 真島吾朗 KARAOKE ALL TIME BEST COLLECTION-) — CD-альбом, випущений 7 грудня 2017 року. Він вийшов у комплекті з лімітованим виданням Yakuza Kiwami 2: Limited Edition DX Pack Best of Majima Set, а також продавався окремо. До нього увійшли чотирнадцять пісень з міні-гри караоке виконані Уґакі Хіденарі (Маджіма Ґоро) та дві версії гімну «Маджіма Констракшн».

## Культурний вплив
| Game                           | Metacritic | GameRankings | Famitsu |
| ------------------------------ | ---------- | ------------ | ------- |
| Yakuza                         | 75/100     | 77.67%       | 37/40   |
| Yakuza 2                       | 77/100     | 78.41%       | 38/40   |
| Yakuza 3                       | 79/100     | 79.92%       | 38/40   |
| Yakuza 4                       | 78/100     | 79.98%       | 38/40   |
| Yakuza 5                       | 83/100     | 83.79%       | 40/40   |
| Yakuza 0                       | 85/100     | 85.25%       | 36/40   |
| Yakuza Kiwami                  | 80/100     | 79.79%       | 34/40   |
| Yakuza 6: The Song of Life     | 83/100     | 84.60%       | 39/40   |
| Yakuza Kiwami 2                | 85/100     | 85.01%       | 37/40   |
| Yakuza: Like a Dragon          | 84/100     | —            | 38/40   |
| Like a Dragon: Infinite Wealth | 89/100     | —            | 40/40   |

Оригінальна гра отримала широке визнання в Японії за поєднання інноваційного геймплею, кінематографічного сюжету на тлі японського кримінального підпілля. Weekly Famitsu завжди давали серії високі оцінки: Yakuza отримала 37/40 (92,5/100), Yakuza 2 — 38/40 (95/100), Ryū ga Gotoku Kenzan! — 37/40 (92,5/100), Yakuza 3 — 38/40 (95/100) та Yakuza 4 — 38/40 (95/100), Yakuza 5 — 40/40, що є найвищим показником серед усіх частин серії. Yakuza 6: The Song of Life отримала оцінку (39/40). Західні локалізовані версії випускалися з затримкою від одного до трьох років після японського релізу і отримували загалом схвальні відгуки.
Кожна частина отримала «Нагороду за досконалість» на Japan Game Awards і входить до списку The Best на PlayStation як на японському, так і на азійському та корейському ринках. Японська індустрія розваг нагородила Yakuza 3 «Нагородою за досконалість» у 2009 році за «Драматичний розвиток сюжету, свободу оповіді та графіку, продуману до найдрібніших деталей. До того ж, захопливі моменти можна знайти в кожній частині гри, включаючи велику кількість побічних історій і міні-ігор». У 2010 році Japan Game Awards знову нагородили Yakuza 4 «Нагородою за досконалість». Вона перемогла завдяки «глибокому сюжету з високим рівнем свободи, що розгортається з різних точок зору чотирьох персонажів».
Хоча загальну оповідь часто хвалили, рецензенти відзначали погане зображення жіночих персонажів. Деякі критики зазначали, що важливі жіночі персонажі, такі як Савамура Харука та Макімура Макото, не розкриваються сценаристами в достатній мірі.

### Продажі
Станом на 2009 рік серія продалась більш ніж 3,2 млн копій по всьому світу, а станом на вересень 2010 року — 4 млн. Бестселерами тоді стали перші дві гри, які були продані приблизно 1 млн копій по всьому світу, та кожна отримала нагороду PlayStation Gold Award. Станом на 2010 рік Yakuza 3 розійшлася на азійських ринках накладом 500 000 копій, також отримавши нагороду SCEJ PlayStation Gold Award. Однак після виходу Yakuza 4 Sega заявили, що продажі в Північній Америці та Європі були повільними через «несприятливу ринкову кон'юнктуру», зазначивши «мляве споживання» в цих регіонах.
До червня 2015 року вся серія розійшлася накладом понад 7,5 млн копій по всьому світу. Станом на 2023 рік серія розійшлася накладом понад 21 млн копій. Like a Dragon: Infinite Wealth досягла позначки в 1 млн проданих копій вже через тиждень після запуску.

### Віртуальний туризм
Деяких фанатів франшиза надихнула на відвідування реальних міст і локацій зображених у іграх серії. Один рецензент похвалив детальне відтворення конкретних районів, включаючи «тривіальні, випадкові речі». Хоча це не подається як «віртуальний туризм», інший рецензент зазначив: «Yakuza дає найкращу можливість по-справжньому зануритися в культуру [країни] та її людей [...] Вона [серія ігор] стала для мене зв'язком із країною, яку я дуже люблю, не завдяки визначним місцям, які вона показує туристам, а через усі звичайні, буденні справи, які дозволяє мені виконувати [у грі]». Сценарист і продюсер серіалу Масайоші Йокояма, зокрема, вважає Yakuza 5 грою, яка показує «всі розваги сучасної Японії».